# Bertya tasmanica
Bertya tasmanica là một loài thực vật có hoa trong họ Đại kích. Loài này được (Sond. & F.Muell.) Müll.Arg. mô tả khoa học đầu tiên năm 1865.